# Меркенський район
Мерке́нський райо́н (каз. Меркі ауданы, рос. Меркенский район) — район у складі Жамбильської області Казахстану. Адміністративний центр — село Мерке.

## Населення
Населення — 87864 особи (2010; 76753 у 2009, 73698 у 1999, 75622 у 1989).

## Склад
До складу району входять 14 сільських округів:
| Поселення                           | Площа, км² | Населення, осіб (1989) | Населення, осіб (1999) | Населення, осіб (2009) | Населення, осіб (2021) | Центр            | Населені пункти |
| ----------------------------------- | ---------- | ---------------------- | ---------------------- | ---------------------- | ---------------------- | ---------------- | --------------- |
| Акаральський сільський округ        | -          | 3736                   | 3331                   | 3318                   | 4011                   | Акарал           | 2               |
| Акерменський сільський округ        | -          | 2708                   | 2416                   | 2277                   | 2253                   | Акермен          | 4               |
| Актоганський сільський округ        | -          | 3162                   | 3236                   | 3392                   | 3664                   | Актоган          | 2               |
| Андас-батира сільський округ        | -          | 8845                   | 8056                   | 8155                   | 9091                   | Андас-батира     | 5               |
| Аспаринський сільський округ        | -          | 2110                   | 1758                   | 1662                   | 1596                   | Аспара           | 3               |
| Жамбильський сільський округ        | -          | 8207                   | 9735                   | 9688                   | 10775                  | Жамбил           | 4               |
| Жанатоганський сільський округ      | -          | 3576                   | 3232                   | 3509                   | 3502                   | Костоган         | 3               |
| Кенеський сільський округ           | -          | 2774                   | 2484                   | 2446                   | 2055                   | Кенес            | 2               |
| Меркенський сільський округ         | -          | 16889                  | 13008                  | 13723                  | 17303                  | Мерке            | 2               |
| Ойтальський сільський округ         | -          | 9082                   | 9013                   | 9861                   | 11629                  | Ойтал            | 3               |
| Турар-Рискуловський сільський округ | -          | 2750                   | 2482                   | 3106                   | 3716                   | Турара Рискулова | 2               |
| Саримолдаєвський сільський округ    | -          | 6212                   | 10062                  | 10486                  | 13575                  | Саримолдаєва     | 3               |
| Суратський сільський округ          | -          | 2358                   | 2310                   | 2500                   | 2618                   | Сурат            | 3               |
| Таттинський сільський округ         | -          | 3213                   | 2575                   | 2630                   | 2076                   | Татті            | 7               |

## Найбільші населені пункти
Населені пункти з чисельністю населення понад 2000 осіб:
| №  | Населений пункт          | Населення, осіб (1989) | Населення, осіб (1999) | Населення, осіб (2009) | Населення, осіб (2021) |
| -- | ------------------------ | ---------------------- | ---------------------- | ---------------------- | ---------------------- |
| 1  | Мерке (село)             | 16726                  | 12882                  | 13467                  | 17133                  |
| 2  | Саримолдаєва             | 4363                   | 8241                   | 8422                   | 11556                  |
| 3  | Жамбил                   | 5430                   | 6534                   | 6633                   | 6861                   |
| 4  | Мерке (станційне селище) | -                      | 4916                   | 5597                   | 6575                   |
| 5  | Андас-батира             | 4908                   | 4730                   | 5225                   | 5599                   |
| 6  | Ойтал                    | 9033                   | 3810                   | 4181                   | 4963                   |
| 7  | Актоган                  | 2686                   | 2933                   | 2885                   | 3183                   |
| 8  | Інтернаціональне         | 1674                   | 1485                   | 1944                   | 2598                   |
| 9  | Акарал                   | 2403                   | 2186                   | 2206                   | 2572                   |
| 10 | Плодовоягодне            | 1401                   | 1930                   | 1918                   | 2464                   |
| 11 | Костоган                 | 2186                   | 1915                   | 2099                   | 2106                   |